# Chetostoma mirabile
Chetostoma mirabile är en tvåvingeart som först beskrevs av Chen 1948.  Chetostoma mirabile ingår i släktet Chetostoma och familjen borrflugor. Inga underarter finns listade i Catalogue of Life.